# Un affare di famiglia (film 2018)
Un affare di famiglia (万引き家族?, Manbiki kazoku) è un film del 2018 diretto da Hirokazu Kore'eda.
Il film, con protagonisti Kirin Kiki, Lily Franky, Sōsuke Ikematsu, Sakura Andō e Moemi Katayama, è stato premiato con la Palma d'oro al Festival di Cannes del 2018.

## Trama
A Tokyo, un gruppo di persone vive in povertà: Osamu, un lavoratore a giornata costretto a lasciare il suo lavoro dopo essersi slogato una caviglia; sua moglie Nobuyo, che lavora per una lavanderia industriale; Aki, che lavora in un sex club; Shota, un ragazzino; e Hatsue, una donna anziana padrona della casa che sostiene il gruppo con la pensione del suo defunto marito. Osamu e Shota rubano abitualmente merce nei negozi, usando un sistema di segnali con le mani per comunicare. Osamu dice a Shota che va bene rubare cose che non sono state vendute perché non appartengono ancora a nessuno. Una notte fredda vedono Yuri, una bambina del quartiere che incontrano regolarmente, chiusa fuori sul balcone di un appartamento. La portano a casa con loro con l'intenzione di farla restare solo per la cena, ma decidono di non restituirla dopo aver trovato prove di abusi sulle sue braccia.
Yuri si lega alla sua nuova famiglia e impara a rubare da Shota. Osamu spinge Shota a vedere lui come suo padre e Yuri come sua sorella, ma il bambino è riluttante. La famiglia apprende dalla televisione che dopo quasi due mesi, durante i quali i suoi genitori non ne hanno mai denunciato la scomparsa, la polizia sta indagando sulla scomparsa di Yuri. La famiglia le taglia i capelli, brucia i suoi vecchi vestiti e le dà un nuovo nome: Rin. Hatsue fa visita al figlio di suo marito, dal quale riceve regolarmente del denaro. Il figlio e sua moglie sono i veri genitori di Aki, ma mentono dicendo che la figlia vive in Australia. La famiglia visita la spiaggia e Hatsue si rallegra del fatto che non morirà da sola. A casa, muore nel sonno. Osamu e Nobuyo la seppelliscono sotto casa per poter continuare a riscuotere la sua pensione senza denunciarne la morte.
Osamu ruba una borsa da una macchina. Shota è a disagio, sentendo che questo furto infrange il loro codice morale. Shota ricorda di essersi unito alla famiglia dopo che Osamu e Nobuyo lo hanno trovato abbandonato in una macchina chiusa. Sempre più in colpa per aver insegnato a Rin a rubare, Shota interrompe la sua serie di furti rubando frutta da un negozio di alimentari sotto gli occhi del personale. Rincorso e messo all'angolo, salta da un ponte e si rompe una gamba. Il ragazzo viene quindi ricoverato in ospedale e arrestato. Osamu e Nobuyo attirano l'attenzione della polizia e vengono a loro volta catturati dopo aver tentato di fuggire con Rin e Aki. Le autorità scoprono così Yuri, rinvengono il cadavere di Hatsue e dicono a Shota che la famiglia stava per abbandonarlo; inoltre informano Aki che Osamu e Nobuyo hanno precedentemente ucciso il marito violento di Nobuyo in un crimine passionale e che Hatsue stava ricevendo denaro dai genitori di Aki.
Nobuyo si assume la colpa dei crimini e viene condannata alla prigione, mentre Shota viene messo in orfanotrofio. Osamu e Shota fanno visita a Nobuyo in prigione e lei confida a Shota i dettagli della macchina in cui l'hanno trovato, in modo che possa cercare i suoi veri genitori. Shota passa la notte con Osamu, infrangendo le regole dell'orfanotrofio. Osamu conferma che la famiglia intendeva abbandonarlo e che lui non può più essere suo padre. La mattina dopo, mentre sta per partire, Shota gli confida che si era lasciato prendere dalla polizia. Osamu insegue l'autobus di Shota, il quale si gira e finalmente chiama Osamu papà. Yuri viene restituita ai suoi genitori, che continuano a trascurarla chiudendola fuori sul terrazzino. Il film termina sull'immagine di Yuri che si sporge oltre il parapetto del terrazzo a guardare malinconicamente la casa dove aveva vissuto con la famiglia improvvisata.

## Distribuzione
Il film è stato presentato il 13 maggio 2018 al Festival di Cannes ed è uscito l'8 giugno 2018 in Giappone. In Francia il film è stato intitolato Une affaire de Famille, mentre il titolo per il pubblico americano è Shoplifters. In Italia viene distribuito dal 13 settembre 2018.

## Riconoscimenti
- 2019 - Premio Oscar
  - Candidatura per il miglior film straniero
- 2019 - Golden Globe
  - Candidatura per il miglior film straniero
- 2018 - Festival di Cannes
  - Palma d'oro
- 2018 - British Independent Film Awards[2]
  - Candidatura per il miglior film indipendente internazionale
- 2018 - National Board of Review[3]
  - Migliori film stranieri
- 2019 - Satellite Award[4]
  - Candidatura per il miglior film straniero
- 2019 - Premio César
  - Miglior film straniero

## Espedienti narrativi
Il titolo scelto per il pubblico internazionale elide la parola "famiglia" (kazoku) lasciando intatto il resto, ovvero manbiki, "taccheggiatori", tradendo la linea narrativa che fa da trait d'union alla filmografia di Kore'eda. Ciò non accade però con il titolo italiano. Con Affare di famiglia Kore'eda continua infatti la sua esplorazione della famiglia contemporanea giapponese, tematica che ha già pervaso molti dei suoi lavori precedenti, come Little Sister, Father and Son e Ritratto di famiglia con tempesta.
Questa volta il regista nipponico arriva, e forse oltrepassa, la frontiera della sfera familiare, svuotandola completamente del suo significato convenzionale, ovvero famiglia come insieme di individui connessi esclusivamente da legami di sangue, rimettendo al centro del discorso l'essenzialità dello "stare insieme" per affrontare i drammi della vita. il termine "famiglia" assume così un valore puramente eudaimonico, ovvero famiglia come "scelta".